# Schwarzrote Bulldoggfledermaus

Verbreitungsgebiet der Schwarzroten Bulldoggfledermaus nach IUCN

Die Schwarzrote Bulldoggfledermaus (Chaerephon jobimena) ist eine endemisch auf Madagaskar vorkommende Fledermausart der Gattung der Freischwanzfledermäuse.

## Beschreibung
Die Kopf-Rumpf-Länge der Fledermaus beträgt 75 bis 79 Millimeter, der Schwanz ist 32 bis 51 Millimeter lang und ragt aus der Schwanzflughaut heraus. Die Farbe der Flügel und der Schwanzflughaut ist dunkelbraun. Das Rückenfell sowie der Halsbereich sind schokoladenbraun gefärbt, der Bauch ist hellbraun-grau. Es gibt eine zweite Farbmorphe, bei der das Fell rötlich gefärbt ist. Die obere Lippe hat 5 bis 6 Falten. Durch längere Ohren sowie einen v-förmigen Hautstreifen, der beide Ohren verbindet, lässt sich die Art von allen anderen madegassischen Freischwanzfledermäusen unterscheiden. Der schmale lanzettförmige Tragus ist durch den 5 mm hohen und 3 mm breiten Antitragus verdeckt.

## Systematik & Verbreitung
Die Art wurde 2001 erstbeschrieben. Schwarz-rote Bulldoggfledermäuse wurden auf Madagaskar bisher nur im Süden in den Nationalparks Isaloa und Zombitse-Vohibasia sowie im Norden im Nationalpark Ankarana  durch Fänge nachgewiesen. Durch ähnliche klimatische Bedingungen und Habitatstrukturen ist anzunehmen, dass das Verbreitungsgebiet der Art sich auch zwischen den Fangorten erstreckt.

## Lebensweise
Schwarzrote Bulldoggfledermäuse kommen in Trocken- und Dornwäldern vor. Die Art wurde bis in Höhen von 870 m nachgewiesen, sie scheint an Habitate mit anstehendem Gestein, z. B. Kalkstein gebunden zu sein. Die nachtaktiven Fledermäuse beziehen in Felshöhlen Quartiere, es liegen keine Nachweise von Quartieren in anthropogenen Strukturen wie z. B. Brücken oder Häusern vor. Große Baumhöhlen könnten ebenfalls als Quartiere genutzt werden. Die Kolonien können aus bis zu 40 zusammen ruhenden Tieren bestehen.

## Etymologie & Forschungsgeschichte
Der Holotypus wurde 2001 von Steven M. Goodman in der ehemaligen Provinz Antsiranana im Nationalpark Ankarana gesammelt und 2004 von Steven M. Goodman und Scott G. Cardiff erstbeschrieben. Der Artzusatz "jobimena" ist aus den Wörtern für „schwarz“ („joby“) und „rot“ („mena“) in Malagassi abgeleitet. In Malagassi wird bei der Zusammensetzung beider Worte aus dem „y“ von „joby“ ein „i“. Der Name nimmt Bezug auf die zwei Farbmorphen (dunkelbraunes und rötlich-braunes Fell) der Art.

## Gefährdung
Aufgrund des großen Verbreitungsgebiets sowie der präferierten Habitate wird die Art seitens der IUCN als nicht gefährdet („least concern“) eingestuft.